# バネスト
バネスト（スペイン語: Banesto、スペイン語: Banco Español de Crédito, S.A.）は、スペイン・マドリードに本部を置く銀行。スペイン信用銀行とも呼ばれる。サンタンデール銀行の傘下にある。

## 歴史
1993年以前のバネストはスペインで3番目に大きな金融グループであり、マドリード証券取引所における主要上場銘柄であるIBEX 35で5番目に大きな企業だった。1,770の支店を有していた。1994年4月25日、バネストの経営権はサンタンデール銀行に売却され、サンタンデール銀行はスペイン最大の金融グループとなった。2012年、バネストはサンタンデール銀行に完全に吸収された。

## スポンサー
1990年から2003年まで、バネストは自転車競技チーム「バネスト」（現在のモビスター）のスポンサーとしても知られていた。1991年から1995年にかけて、ミゲル・インドゥラインは「バネスト」でツール・ド・フランス5連覇を達成した。